# Єнбекші (Казигуртський район)
Єнбекші́ (каз. Еңбекші) — село у складі Казигуртського району Туркестанської області Казахстану. Входить до складу сільського округу Каракози Абдалієва.
Населення — 1127 осіб (2021; 1216 у 2009, 1137 у 1999, 947 у 1989).